# 1923
Il 1923 (MCMXXIII in numeri romani) è un anno  del XX secolo.

## Eventi
- Vladimir Zworykin brevetta il tubo iconoscopio
- Italo Svevo pubblica La coscienza di Zeno con la casa editrice Cappelli

### Gennaio
- 11 gennaio: viene istituito il Parco Nazionale d'Abruzzo
- 11 gennaio: truppe francesi e belghe, a causa del mancato pagamento della rata del 1922 delle riparazioni di guerra da parte della Germania, invadono la Regione della Ruhr.
- 20 gennaio – Lettonia: la bandiera lettone, usata dal 18 novembre 1918, viene formalmente adottata dal parlamento nazionale

### Febbraio
- 1º febbraio – Italia: la milizia delle "camicie nere" assume un ruolo all'interno della struttura statale fascista, prendendo il nome ufficiale di Milizia volontaria per la sicurezza nazionale (MVSN)
- 3 febbraio – Italia, Roma: Amadeo Bordiga e, nei giorni successivi, quasi tutti i dirigenti del Partito Comunista d'Italia finiscono in carcere
- 24 febbraio – Italia, Roma: è costituita la Legione Azzurra (poi Associazione del Nastro Azzurro e infine Istituto Nazionale del Nastro Azzurro) per volontà della Medaglia d'Oro Ettore Viola e del pittore Maurizio Barricelli
- 26 febbraio: Jack Dempsey diventa il campione mondiale dei pesi massimi di pugilato

### Marzo
- 3 marzo – Stati Uniti, New York: esce il primo numero del TIME
- 6 marzo – Stati Uniti: Johnny Weissmuller nuota i 400 metri in 4'57"0, nuovo record mondiale
- 28 marzo - Italia, istituita con il Regio Decreto 28 marzo 1923 n. 645, come forza armata autonoma, la Regia Aeronautica, divenuta dal 18 giugno 1946 Aeronautica Militare.

### Aprile
- 4 aprile – viene fondata la Warner Bros.

### Maggio
- 3 maggio: Jacopo Gasparini diventa Governatore d'Eritrea
- 19 maggio – Italia, Monza: si apre la prima Biennale delle arti decorative, conosciuta successivamente come Triennale di Milano
- 24 maggio: termina la Guerra civile irlandese
- 26 maggio: si disputa per la prima volta la 24 ore di Le Mans
- 27 maggio: nasce don Lorenzo Milani

### Giugno
- 18 Giugno – Russia, Kraj di Chabarovsk: si arrende la Repubblica Ucraina dell'Estremo Oriente, ultima enclave antibolscevica

### Luglio
- 23 luglio – Italia: la famiglia Agnelli entra nell'azionariato nella società calcistica Foot-Ball Club Juventus
- 24 luglio – Svizzera: il Trattato di Losanna pone fine alla guerra greco-turca. I due Paesi decidono uno scambio di popolazione

### Agosto
- 25 agosto – Zurigo: il giovane ciclista Libero Ferrario vince il 3º Campionato del Mondo di Ciclismo su strada nella categoria Dilettanti, l'unica categoria esistente all'epoca; è il primo italiano a trionfare in un Campionato Mondiale di Ciclismo
- 29 agosto: inizia l'occupazione militare italiana di Corfù ai danni della Grecia a seguito del massacro (27 agosto) della missione guidata dal generale Enrico Tellini, a Zepi

### Settembre
- 1º settembre: un violento terremoto tra il 7,9 e l'8,4 grado della scala Richter colpisce la pianura del Kantō (Giappone), provocando oltre 100.000 morti
- 13 settembre – Spagna: il Capitano generale della Catalogna, Miguel Primo de Rivera, ordisce un colpo di Stato riconosciuto da re Alfonso XIII come reazione dell'esercito alla crisi politica (la sollevazione separatista catalana)
- 21 settembre: Tasca, Togliatti, Vota, Gennari, Leonetti assieme ad altri membri del PCI vengono arrestati e portati a San Vittore.

### Ottobre
- 15 ottobre: nasce Italo Calvino
- 16 ottobre: viene fondata la Walt Disney Company
- 21 ottobre: nasce la città di Imperia, con un decreto reale che riuniva undici comuni preesistenti
- 29 ottobre: nasce la Repubblica di Turchia

### Novembre
- 9 novembre – Germania: Adolf Hitler proclama a Monaco la "rivoluzione nazionale" (o putsch di Monaco) e organizza un tentativo insurrezionale, represso il 9 novembre. Verrà condannato a cinque anni di reclusione
- 15 novembre – Italia: con la relazione al Consiglio Superiore della Pubblica Istruzione, si afferma definitivamente la riforma scolastica del filosofo Giovanni Gentile, ministro della pubblica istruzione, già elaborata da Benedetto Croce
- 18 novembre:
  - si costituisce il Consiglio Nazionale delle Ricerche (CNR). Il primo presidente sarà il matematico Vito Volterra
  - in Italia viene approvata la nuova legge elettorale, nota come legge Acerbo. Essa prevedeva un premio di maggioranza pari ai due terzi di seggi per il partito più votato che avesse superato il quorum del 25%

### Dicembre
- 1º dicembre: in Valle di Scalve (BG) crolla la diga del Gleno causando oltre 350 morti
- 6 dicembre: un anno dopo la firma del Trattato Anglo-Irlandese, nasce lo Stato Libero d'Irlanda
- 18 dicembre – Francia, Parigi: è firmata la Convenzione tra Regno Unito, la Francia e la Spagna in merito allo Statuto della città internazionalizzata di Tangeri (Marocco). L'Italia rifiuta di aderire e considera in vigore l'Atto di Algeciras.
- 21 dicembre: il Nepal passa da protettorato britannico a stato indipendente
- 26 dicembre: a Davos, inizia la prima Coppa Spengler, il più antico torneo internazionale di hockey su ghiaccio
- 27 dicembre: fallisce un attentato alla vita di Hirohito, allora Principe Reggente del Giappone

## Nati
Ci sono circa 2 190 voci su persone nate nel 1923; vedi la pagina Nati nel 1923 per un elenco descrittivo o la categoria Nati nel 1923 per un indice alfabetico.

## Morti
Ci sono circa 530 voci su persone morte nel 1923; vedi la pagina Morti nel 1923 per un elenco descrittivo o la categoria Morti nel 1923 per un indice alfabetico.

## Calendario
| Calendario 1923 | Calendario 1923 | Calendario 1923 | Calendario 1923 | Calendario 1923 | Calendario 1923 | Calendario 1923 | Calendario 1923 | Calendario 1923 | Calendario 1923 | Calendario 1923 | Calendario 1923 | Calendario 1923 | Calendario 1923 | Calendario 1923 | Calendario 1923 | Calendario 1923 | Calendario 1923 | Calendario 1923 | Calendario 1923 | Calendario 1923 | Calendario 1923 | Calendario 1923 | Calendario 1923 | Calendario 1923 | Calendario 1923 | Calendario 1923 | Calendario 1923 | Calendario 1923 | Calendario 1923 | Calendario 1923 | Calendario 1923 | Calendario 1923 |
| --------------- | --------------- | --------------- | --------------- | --------------- | --------------- | --------------- | --------------- | --------------- | --------------- | --------------- | --------------- | --------------- | --------------- | --------------- | --------------- | --------------- | --------------- | --------------- | --------------- | --------------- | --------------- | --------------- | --------------- | --------------- | --------------- | --------------- | --------------- | --------------- | --------------- | --------------- | --------------- | --------------- |
|                 | 1               | 2               | 3               | 4               | 5               | 6               | 7               | 8               | 9               | 10              | 11              | 12              | 13              | 14              | 15              | 16              | 17              | 18              | 19              | 20              | 21              | 22              | 23              | 24              | 25              | 26              | 27              | 28              | 29              | 30              | 31              |                 |
| Gennaio         | Lu              | Ma              | Me              | Gi              | Ve              | Sa              | Do              | Lu              | Ma              | Me              | Gi              | Ve              | Sa              | Do              | Lu              | Ma              | Me              | Gi              | Ve              | Sa              | Do              | Lu              | Ma              | Me              | Gi              | Ve              | Sa              | Do              | Lu              | Ma              | Me              |                 |
| Febbraio        | Gi              | Ve              | Sa              | Do              | Lu              | Ma              | Me              | Gi              | Ve              | Sa              | Do              | Lu              | Ma              | Me              | Gi              | Ve              | Sa              | Do              | Lu              | Ma              | Me              | Gi              | Ve              | Sa              | Do              | Lu              | Ma              | Me              |                 |                 |                 |                 |
| Marzo           | Gi              | Ve              | Sa              | Do              | Lu              | Ma              | Me              | Gi              | Ve              | Sa              | Do              | Lu              | Ma              | Me              | Gi              | Ve              | Sa              | Do              | Lu              | Ma              | Me              | Gi              | Ve              | Sa              | Do              | Lu              | Ma              | Me              | Gi              | Ve              | Sa              |                 |
| Aprile          | Do              | Lu              | Ma              | Me              | Gi              | Ve              | Sa              | Do              | Lu              | Ma              | Me              | Gi              | Ve              | Sa              | Do              | Lu              | Ma              | Me              | Gi              | Ve              | Sa              | Do              | Lu              | Ma              | Me              | Gi              | Ve              | Sa              | Do              | Lu              |                 |                 |
| Maggio          | Ma              | Me              | Gi              | Ve              | Sa              | Do              | Lu              | Ma              | Me              | Gi              | Ve              | Sa              | Do              | Lu              | Ma              | Me              | Gi              | Ve              | Sa              | Do              | Lu              | Ma              | Me              | Gi              | Ve              | Sa              | Do              | Lu              | Ma              | Me              | Gi              |                 |
| Giugno          | Ve              | Sa              | Do              | Lu              | Ma              | Me              | Gi              | Ve              | Sa              | Do              | Lu              | Ma              | Me              | Gi              | Ve              | Sa              | Do              | Lu              | Ma              | Me              | Gi              | Ve              | Sa              | Do              | Lu              | Ma              | Me              | Gi              | Ve              | Sa              |                 |                 |
| Luglio          | Do              | Lu              | Ma              | Me              | Gi              | Ve              | Sa              | Do              | Lu              | Ma              | Me              | Gi              | Ve              | Sa              | Do              | Lu              | Ma              | Me              | Gi              | Ve              | Sa              | Do              | Lu              | Ma              | Me              | Gi              | Ve              | Sa              | Do              | Lu              | Ma              |                 |
| Agosto          | Me              | Gi              | Ve              | Sa              | Do              | Lu              | Ma              | Me              | Gi              | Ve              | Sa              | Do              | Lu              | Ma              | Me              | Gi              | Ve              | Sa              | Do              | Lu              | Ma              | Me              | Gi              | Ve              | Sa              | Do              | Lu              | Ma              | Me              | Gi              | Ve              |                 |
| Settembre       | Sa              | Do              | Lu              | Ma              | Me              | Gi              | Ve              | Sa              | Do              | Lu              | Ma              | Me              | Gi              | Ve              | Sa              | Do              | Lu              | Ma              | Me              | Gi              | Ve              | Sa              | Do              | Lu              | Ma              | Me              | Gi              | Ve              | Sa              | Do              |                 |                 |
| Ottobre         | Lu              | Ma              | Me              | Gi              | Ve              | Sa              | Do              | Lu              | Ma              | Me              | Gi              | Ve              | Sa              | Do              | Lu              | Ma              | Me              | Gi              | Ve              | Sa              | Do              | Lu              | Ma              | Me              | Gi              | Ve              | Sa              | Do              | Lu              | Ma              | Me              |                 |
| Novembre        | Gi              | Ve              | Sa              | Do              | Lu              | Ma              | Me              | Gi              | Ve              | Sa              | Do              | Lu              | Ma              | Me              | Gi              | Ve              | Sa              | Do              | Lu              | Ma              | Me              | Gi              | Ve              | Sa              | Do              | Lu              | Ma              | Me              | Gi              | Ve              |                 |                 |
| Dicembre        | Sa              | Do              | Lu              | Ma              | Me              | Gi              | Ve              | Sa              | Do              | Lu              | Ma              | Me              | Gi              | Ve              | Sa              | Do              | Lu              | Ma              | Me              | Gi              | Ve              | Sa              | Do              | Lu              | Ma              | Me              | Gi              | Ve              | Sa              | Do              | Lu              |                 |

## Arti

### Libri
- Viene pubblicato Bambi, la vita di un capriolo di Felix Salten.

## Premi Nobel
In quest'anno sono stati conferiti i seguenti Premi Nobel:
- per la Letteratura: William Butler Yeats
- per la Medicina: Frederick Grant Banting, John James Richard Macleod
- per la Fisica: Robert Andrews Millikan
- per la Chimica: Fritz Pregl